# Mangkunegara V

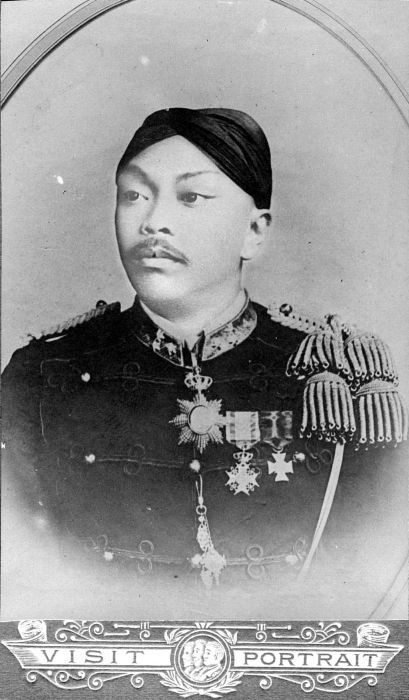
Mangkunegara V, 1896

Mangkunegara V (ook: Mangkoenegara V) was de zelfregeerder van Mangkoenegaran, een vorstenland op Java. De prins regeerde als vazal van de susuhunan van Surakarta en de Nederlanders.
Mangkunegara V regeerde van 1881 tot 1896.